# Park Seo-joon
Park Seo-joon, född 16 december 1988 i Seoul, är en sydkoreansk skådespelare.
Seo-joon har bland annat medverkat i TV-serierna She Was Pretty från 2015 och What's Wrong with Secretary Kim? från 2018. Han har även medverkat i filmerna Parasit från 2019 och The Marvels från 2023.

## Filmografi (i urval)
- 2015 – She Was Pretty (TV-serie)
- 2015 – Kill Me, Heal Me (TV-serie)
- 2016–2017 – Hwarang: The Poet Warrior Youth (TV-serie)
- 2018 – What's Wrong with Secretary Kim (TV-serie)
- 2019 – Parasit
- 2020 – Itaewon Class (TV-serie)
- 2023 – The Marvels